# Bertuğ Yıldırım
Bertuğ Özgür Yıldırım (Kağıthane, Istanbul, Turkije, 12 januari 2002) is een Turkse voetballer die als aanvaller speelt.

## Clubcarrière
Yıldırım stroomde door vanuit de jeugd van Sarıyer. In 2021 nam Hatayspor hem over, waar hij indruk wist te maken. Zijn coach Volkan Demirel noemde hem de 'lokale Haaland'. Na een korte huurperiode bij Antalyaspor, vertrok hij naar het buitenland. Stade Rennais betaalde maar liefst 5 miljoen euro voor de aanvaller.
Voor het seizoen 2024/25 werd hij met een optie tot koop verhuurd aan Getafe CF. Daar kreeg hij rugnummer 10 aangewezen.

## Clubstatistieken
| Seizoen | Club          | Competitie       | Competitie | Competitie | Beker | Beker | Internationaal | Internationaal | Totaal | Totaal |
| Seizoen | Club          | Competitie       | Wed.       | Dlp.       | Wed.  | Dlp.  | Wed.           | Dlp.           | Wed.   | Dlp.   |
| ------- | ------------- | ---------------- | ---------- | ---------- | ----- | ----- | -------------- | -------------- | ------ | ------ |
| 2018/19 | Sarıyer       | TFF 2. Lig       | 1          | 0          | 0     | 0     | —              | —              | 1      | 0      |
| 2019/20 | Sarıyer       | TFF 2. Lig       | 7          | 0          | 3     | 0     | —              | —              | 10     | 0      |
| 2020/21 | Sarıyer       | TFF 2. Lig       | 1          | 0          | 0     | 0     | —              | —              | 1      | 0      |
| 2021/22 | Hatayspor     | Süper Lig        | 16         | 1          | 1     | 0     | —              | —              | 17     | 1      |
| 2022/23 | Hatayspor     | Süper Lig        | 16         | 4          | 1     | 0     | —              | —              | 17     | 4      |
| 2022/23 | → Antalyaspor | Süper Lig        | 13         | 2          | 0     | 0     | —              | —              | 13     | 2      |
| 2023/24 | Hatayspor     | Süper Lig        | 3          | 1          | 0     | 0     | —              | —              | 3      | 1      |
| 2023/24 | Stade Rennais | Ligue 1          | 21         | 0          | 2     | 0     | 5              | 1              | 28     | 1      |
| 2024/25 | → Getafe CF   | Primera División | 17         | 1          | 4     | 2     | —              | —              | 21     | 3      |
| Totaal  | Totaal        | Totaal           | 95         | 9          | 11    | 2     | 5              | 1              | 111    | 12     |

Bijgewerkt tot en met 25 februari 2025.

## Interlandcarrière
Bertuğ Yıldırım maakte zijn debuut voor het Turkse nationale elftal op 8 september 2023 tegen Armenië. Hij scoorde zowel op zijn debuut als in zijn tweede wedstrijd. Hij werd opgenomen in de selectie voor het EK 2024, maar wist geen minuten te maken. Wel kreeg hij in de kwartfinale tegen Nederland een rode kaart diep in de blessuretijd nadat hij vanuit de dug-out hevig bezwaar maakte tegen een beslissing van de scheidsrechter.
1 Samba ·
3 Truffert  ·
4 Wooh ·
5 Brassier ·
6 Matusiwa ·
7 Furuhashi ·
8 Fofana ·
9 Kalimuendo ·
10 Blas ·
11 Al-Taamari ·
15 Faye ·
17 James ·
18 Nagida ·
19 Olaigbe ·
20 Gómez ·
22 Assignon ·
23 Gallon ·
24 Rouault ·
28 Sishuba ·
30 Mandanda ·
32 Ahamada ·
33 Hateboer ·
36 Seidu ·
38 Cissé ·
40 Lembet ·
62 Meïté ·
80 Alemdar ·
90 Koné ·
97 Jacquet ·
Coach: Beye
· Keeperstrainer: Sorin
1 Günok ·
2 Çelik ·
3 Demiral ·
4 Akaydın ·
5 Yokuşlu ·
6 Kökçü ·
7 Aktürkoğlu ·
8 Güler ·
9 Tosun ·
10 Çalhanoğlu  ·
11 Yazıcı ·
12 Bayındır ·
13 Kaplan ·
14 Bardakcı ·
15 Özcan ·
16 Yüksek ·
17 Kahveci ·
18 Müldür ·
19 Yıldız ·
20 Kadıoğlu ·
21 Yılmaz ·
22 Ayhan ·
23 Çakır ·
24 Kılıçsoy ·
25 Akgün ·
26 Yıldırım ·
Coach: Montella